# Maliseet

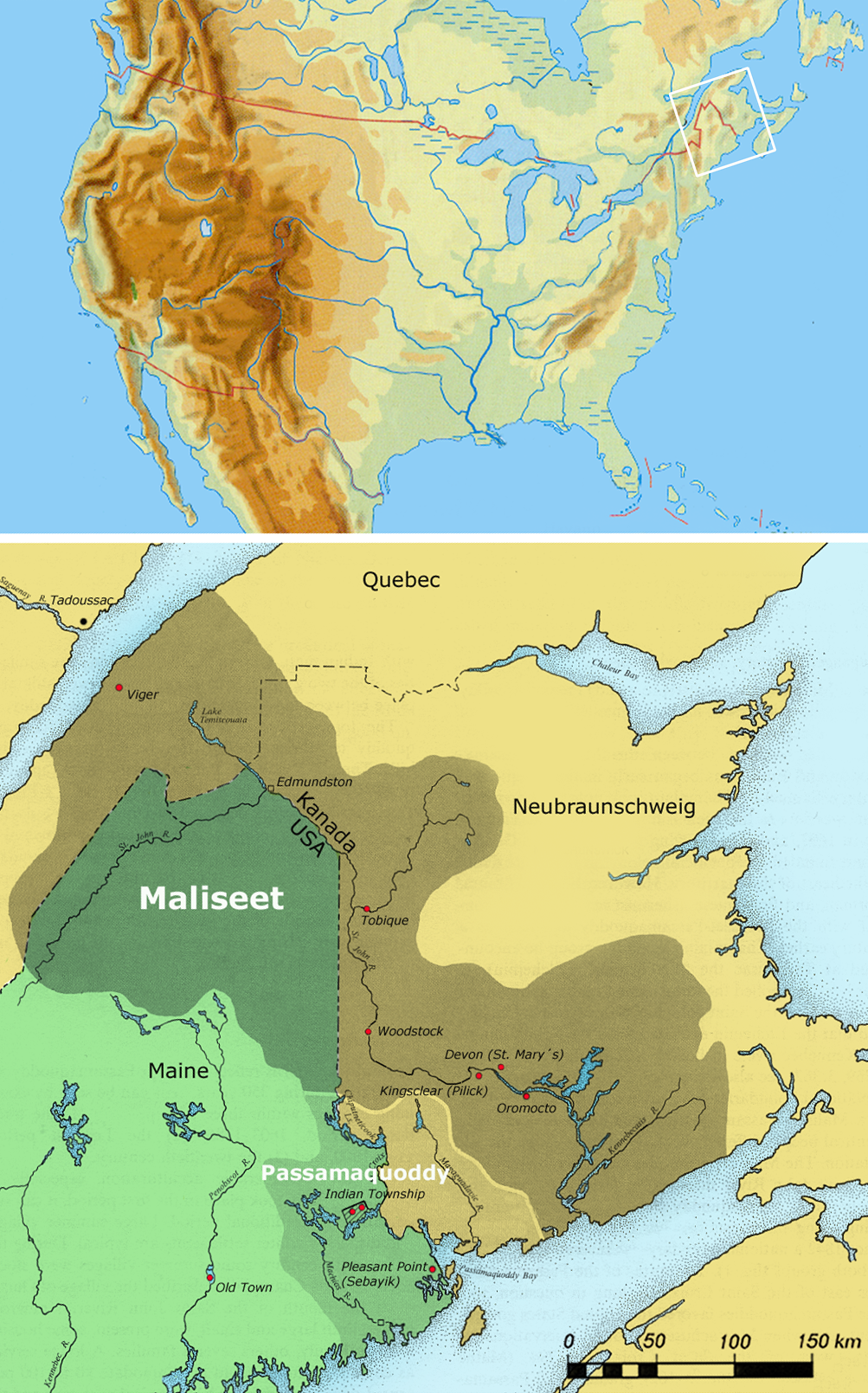
Ehemalige Wohngebiete der Maliseet und heutige Wohnorte (rot)

Die Maliseet oder Malecite, heute vermehrt Wolastoqiyik (früher von den Franzosen als Étchemin bezeichnet), sind ein Algonkin-sprachiger Indianer-Stamm im heutigen US-Bundesstaat Maine und den angrenzenden kanadischen Provinzen Québec und New Brunswick/Nouveau-Brunswick.
Sprachlich zählen sie zu den Östlichen Algonkin und sprechen den nördlichen Dialekt des Malecite-Passamaquoddy (auch Maliseet-Passamaquoddy), einer Sprache, deren südlichen Dialekt die kulturell sowie sprachlich eng verwandten Passamaquoddy sprechen.

## Name
Der kolonialfranzösische Ausdruck Étchemin wurde als Sammelbegriff für die benachbarten und verwandte Dialekte sprechenden Völker der Maliseet und Passamaquoddy (Peskotomuhkatiyik, Einzahl: Peskotomuhkat) verwandt, oftmals wurden daher beide Völker von frühen Forschungsreisenden als eine Ethnie betrachtet. Der Ursprung des Namens „Étchemin“ selbst ist unbekannt, vermutlich kommt er aus der Sprache der benachbarten feindlichen Algonkin oder Innu (Muhtaniyik, Muhtaniyok, Einzahl: Muhtani). Als Mitglieder der mächtigen Wabanaki-Konföderation werden beide Völker zudem oft auch als Maritime Abenaki oder Östliche Wabanaki bezeichnet, da die Stammesgebiete der Maliseet und Passamaquoddy Teile der kanadischen Seeprovinzen (Canadian Maritimes), der Ostgebiete der Konföderation, umfassten.
Die heute meist gebräuchliche Stammesbezeichnung als Maliseet (seltener: Malecite) leitet sich von Malesse'jik aus der Sprache der benachbarten und einst feindlichen Mi’kmaq ab und bedeutet „Langsame Sprecher“ oder „Gebrochen sprechende Leute“ und nimmt Bezug auf den abweichenden Dialekt der Maliseet, der für die Mi’kmaq nur schwer verständlich war.
Bis ins 20. Jahrhundert war der Begriff Amalecites eine übliche französische Transliteration für die Maliseet in Québec (in Malecite-Passamaquoddy: Kepek-ona genannt), während in Neubraunschweig die Namen Milicite und Melicite gebräuchlich waren. Frühe Ethnographen des 20. Jahrhunderts wählten Malecite, die heutigen Indianer bevorzugen Maliseet (die englische Schreibweise).
Ihre Stammesgebiete Wolastokuk befanden sich im Einzugsgebiet des heutigen Saint John River, den die Maliseet Wolastoq oder Welàstekw („schöner Fluss“) nennen, daher bezeichneten die Gruppen sich selbst je nach Dialekt einfach als Wolastoqiyik, Wolastokiwik, Welastekwíyek oder Wulustukwiak, „Volk entlang des schönen Flusses, d. h. Saint John River“. (Der Saint John River darf nicht mit dem St. Johns River in Florida verwechselt werden.) Zudem bezeichneten sich beide – Maliseet sowie Passamaquoddy – einfach als Skicinuwok („(indigene) Menschen“, „Volk“, Einzahl: Skicin).

## Wohngebiet und Umwelt

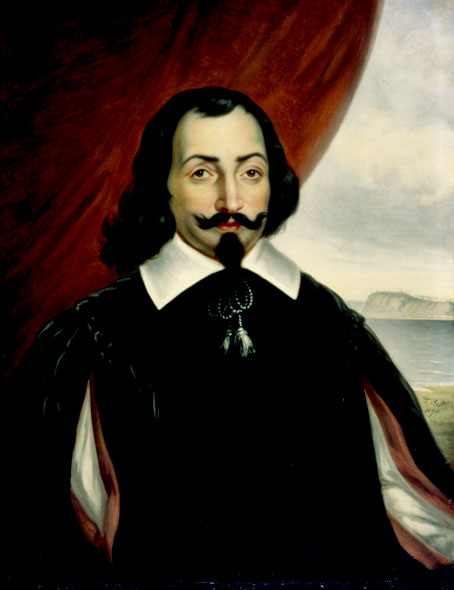
Samuel de Champlain,
gemalt von Théophile Hamel (1870)

Samuel de Champlain traf im Jahr 1603 in der französischen Handelsstation in Tadoussac auf einige Maliseet-Krieger. Die ersten Kontakte der Maliseet zu Europäern hatte es jedoch schon mehr als 100 Jahre früher durch baskische, bretonische, normannische und portugiesische Fischer gegeben. Von Champlain stammt die Bezeichnung Étchemin. Ein Jahr später gebrauchte er den gleichen Namen für die Bewohner an den Mündungen des Saint John und St. Croix Rivers und behauptete, dass die Étchemin sich vom Saint John bis zum Kennebec River ausdehnten.
Die Grenze zwischen Kanada und USA behindert seit 1842 die Einheit der Maliseet- und Passamaquoddy-Gruppen, die kulturell nur geringe Unterschiede aufweisen. Die Maliseet waren Jäger des Binnenlandes und bewohnten das Einzugsgebiet des St. John Rivers in Neubraunschweig und Maine, während die Passamaquoddy Jäger der Meeressäugetiere waren und an den Küsten von Neubraunschweig und Maine lebten.
Landschaftlich besteht das frühere Wohngebiet der Maliseet überwiegend aus bewaldeten flachen Hügeln. Das Klima der von den Passamaquoddy bewohnten Küstengebiete wird durch die Fundybucht gemäßigt. Das von den Maliseet bewohnte Landesinnere besitzt diesen mäßigenden Einfluss nicht und hat mehr kontinentalen Charakter. Fisch und Wild gab es manchmal nicht ausreichend genug, um den Bedarf des eher spärlich bevölkerten Landes zu decken. So gab es Ende des 17. Jahrhunderts eine echte Hungersnot bei einigen Maliseet-Gruppen.

## Kultur und Lebensweise

### Lebensunterhalt
Der jährliche Zyklus und damit die Sorge für den Lebensunterhalt richtete sich nach den erreichbaren Nahrungsquellen. Im Frühling kehrten die Maliseet aus den Winterlagern in das zentrale Dorf zurück, um als erstes Mais zu pflanzen. Im Juni zogen sie auf eine der Inseln im Saint John River und schlugen dort ihr Lager auf, um Barsche und später Störe zu speeren. Im Sommer aßen die Maliseet Fisch, wilde Trauben und genießbare Wurzeln bestimmter Pflanzen. Im Herbst war der Mais reif; er wurde geerntet, getrocknet und in unterirdischen Gruben gelagert, die man mit Rinde abdeckte. Im Winter gingen Gruppen von jeweils etwa 8 bis 10 Männern auf die Elch- und Bärenjagd und durchquerten dabei ein Gebiet, das einen großen Teil von Maine, Neubraunschweig und die Gaspé-Halbinsel umfasste.
Die Maliseet hatten einen genauen, saisonbedingten Jagd- und Sammelplan:
| Januar            | Jagd auf Robben                                                                                   |
| Februar/März      | Jagd auf Biber, Fischotter, Elch, Karibu und Bär                                                  |
| Ende März         | Fischfang (Fische, die zum Laichen die Flüsse hinaufkamen)                                        |
| Ende April        | Fischfang auf Hering, Barsch, Stör, Lachs und das Sammeln der Eier der Kanadagans                 |
| Mai bis September | Kabeljaufischen und Muscheln sammeln entlang der Küste und Einbringen der reifenden Sommerfrüchte |
| Ende September    | Aalfang                                                                                           |
| Oktober/November  | Jagd auf Biber, Bären und Elche                                                                   |
| Mitten im Winter  | Harpunenjagd in eisbedeckten Gewässern auf den laichenden Frostfisch (Microgradus tomcodus)       |

Mit der Ankunft der Europäer wurden die Maliseet zunehmend vom Pelzhandel abhängig. Otter, Biber und Bisamratte waren die Hauptpelzlieferanten, aber auch Elchfelle wurden gehandelt. Im späten Frühling kamen die Indianer zu den Handelsposten, in späteren Jahren zu vereinbarten Sammelstellen am Fluss, an denen die Pelzhändler den Fang kauften.
Auf Verlangen der Behörden bauten die Maliseet vermehrt Kartoffeln und Mais an, doch der Erfolg blieb aus. Sie suchten sich Jobs als Landarbeiter, Holzflößer, Korbmacher, Führer für Jäger und Angler oder als Stauer auf den Flussbooten aus. Viele setzten allerdings das Nomadenleben fort, sie lagerten in der Nähe von weißen Siedlungen, gingen von Haus zu Haus und verkauften ihre Waren. Landungsstellen von Fähren und Dampfern erwiesen sich als beliebte Handelsplätze. Ein guter Führer garantierte seinem Kunden die Jagdbeute und den Fang und machte so die traditionelle unbehinderte Winterjagd und das Fallenstellen unmöglich. Viele Maliseet wohnen heute in der Nähe weißer Siedlungen, stellen Spankörbe her und vertrauen auf die Mildtätigkeit der weißen Nachbarn. Im Frühling sammeln sie Geigenköpfe, das sind junge Farnwedel, die reißenden Absatz finden. Im späten Sommer werden Blaubeeren gepflückt und von September bis Oktober ist die arbeitsreiche Zeit der Kartoffelernte, in der viele Indianer aus der Region als Erntehelfer nach Nord-Maine und das angrenzende Neubraunschweig gehen.

### Technologie
Die Maliseet waren äußerst geschickte Bootsbauer und stellten ein Birkenrinden-Kanu her, das ausgezeichnet an die Bedingungen in den zahlreichen Flüssen des Wohngebiets angepasst war. Es war leicht und konnte mühelos über die Portagen getragen werden, von denen die Wasserwege unterbrochen waren. Birkenrinde war bei den Maliseet ein vielfach angewendetes Material. Man gebrauchte sie für Behälter wie Kisten, Körbe, Eimer und Geschirr, und für die Außenabdeckung des Wigwams. Der Birkenrinden-Elchlockruf war ein unentbehrlicher Bestandteil der Jagdausrüstung. Birkenrinde diente als Regenbekleidung, auf Birkenrinde geschriebene Nachrichten zeigten dem Reisenden den Weg und Tote wurden in Birkenrinde bestattet.
Aus der schwarzen Esche werden Spankörbe gefertigt und an Touristen verkauft. Der kunstvolle Korb aus gefärbten Eschenspänen, häufig mit geflochtenem Süßgras dazwischen, und einem runden Boden wurde schon in früherer Zeit hergestellt. Das Herstellen eines kunstvollen Korbes ist Frauenarbeit, während die Männer den einfacheren Kartoffelkorb flechten. Früher wurden auch Axtstiele, Milchkannen und andere Haushaltsgegenstände aus dem Holz der weißen Esche geschnitzt. Der Verkauf dieser Holzartikel sicherte vielen Maliseetfamilien besonders gegen Ende des 19. Jahrhunderts den Lebensunterhalt. Außerdem fertigte man Schneeschuhe mit Rahmen aus weißer Esche und Bespannung aus Karibu-Leder. Die Herstellung von Schneeschuhen und Toboggans war früher eine wichtige Heimarbeit. Eine Verdienstmöglichkeit stellt noch heute das Anfertigen und Reparieren von Kartoffelfässern und Kartoffelkörben dar.

### Lebenszyklus

#### Geburt und Erziehung
Die Geburt fand unter der Mithilfe einiger Frauen außerhalb des Wigwams statt. Das Neugeborene wurde in Biberfelle gewickelt und auf ein Wiegenbrett gebunden. Das männliche Baby wurde häufig, sogar im Winter, beim Urinieren zur Schau gestellt, möglicherweise die Ursache für die hohe Sterblichkeit dieser Säuglinge. Die Mutter stillte ihr Kind zwei bis drei Jahre lang. Solange das Kind gestillt wurde, verhinderte oder beendete die Mutter eine weitere Schwangerschaft.
Die Freiheit, die Indianer ihren Kindern gestatteten, verblüffte die zeitgenössischen französischen Schriftsteller. Die Kinder lernten durch Beispiele und Nachahmen, bei Fehlern wurden sie ermahnt aber niemals geschlagen, sondern bekamen viel Zuneigung und Liebe. Schon in frühem Alter forderte man sie auf, ihren Eltern zu helfen. Die Väter machten kleine Paddel für ihre Söhne und Töchter, die bereits im Alter von zehn Jahren geschickt im Umgang mit dem Kanu waren. Sie gingen sehr gewandt mit Pfeil und Kinderbogen um. Noch im Jahr 1835 waren kleine Kinder bemerkenswert gute Bogenschützen, obwohl Erwachsene zu dieser Zeit Pfeil und Bogen nicht mehr benutzten.
Mädchen erlernten frühzeitig diejenigen Aufgaben, die wichtig für ihre Rolle im späteren Leben waren. Sie halfen ihrer Mutter beim Sammeln von Feuerholz, beim Kochen, Anfertigen der Kleidung, Wasserholen, Auf- und Abbau des Wigwams und Lasten tragen, denn für den Umzug eines Lagers waren weitgehend die Frauen verantwortlich. Mit etwa 12 Jahren begleitete der Sohn seinen Vater erstmals auf die Jagd und bekam einen großen Bogen. Nach dem Erlegen seines ersten Elches erlaubte man dem Jungen, in der Ratsversammlung bei den älteren Männern zu sitzen und an öffentlichen Festen teilzunehmen.

#### Brautdienst und Heirat
Wenn ein junger Mann Heiratsabsichten hatte, fragte er seine Verwandten und in historischen Zeiten auch den Jesuiten nach einem geeigneten Mädchen. Oft folgte er der Empfehlung und ging zu ihrem Wigwam. Wenn sie ihm gefiel, warf er einen Span oder ein Stöckchen in ihren Schoß, das sie ergriff und den Absender mit einem zweifelnden Seitenblick ansah. Wenn sie den jungen Mann mochte, warf sie den Span mit einem zaghaften Lächeln zurück.
Danach zog der junge Mann in den Wigwam seines Schwiegervaters und hatte mindestens ein Jahr lang Brautdienst abzuleisten. Vom zukünftigen Schwiegersohn wurde erwartet, dass er seinem Schwiegervater zur Hand ging. Er musste seine Fähigkeiten unter Beweis stellen, indem er seine Geschicklichkeit als Jäger demonstrierte. Außer Pfeilen und Bogen fertigte er ein Kanu und Schneeschuhe an. Seine Verlobte stellte unterdessen für ihn Kleidung und Schuhwerk her und bespannte seine Schneeschuhe. In dieser Zeit waren sexuelle Beziehungen zur Verlobten streng verboten. Beim Hochzeitsmahl wurden Reden und Gegenreden gehalten, in denen man die Abstammung des Bräutigams pries und der junge Mann versprach, seine Ahnen zu übertreffen. Anschließend gab es ein Festmahl und der Hochzeitstag endete mit Tänzen.
Das verlobte Mädchen unterlag einem strengen Moralkodex, der sich nach der Heirat durch Treue der verheirateten Frau fortsetzte und es gab selten eine Ehescheidung. Ehebruch war sehr ungewöhnlich und wurde früher hart bestraft. Diese Moralvorstellungen werden auch in der Mythologie zum Ausdruck gebracht.

#### Lebensende und Begräbnis
Besondere Hinweise auf spezielle Beerdigungsbräuche der Maliseet sind spärlich in der frühen Literatur. Man holte Schamanen, wenn jemand ernstlich erkrankte, aber sie unternahmen keine Heilungsversuche mehr, wenn sie den Fall als hoffnungslos ansahen. Die sterbende Person ergab sich ihrem Schicksal und wurde von diesem Zeitpunkt an als tot angesehen. Der Kranke bekam nichts mehr zu essen und man goss kaltes Wasser über seinen Körper, um sein Ableben zu beschleunigen.
Bei den Maliseet des 20. Jahrhunderts ist der Brauch zu beobachten, die Beerdigung im Hause des Toten abzuhalten. Wenn das nicht geschieht, so glaubt man, würde in dem Haus ein weiterer Mensch sterben, in dem die Beerdigung stattgefunden hatte. Die meisten Maliseet sind gläubige Katholiken. Die vorbereitenden Riten dauern zwei bis drei Nächte, in denen sich das Haus des Verblichenen mit Gästen füllt, die singen und den Rosenkranz beten.

### Soziale Organisation

#### Führung
Die frühen Häuptlinge hießen Sakomak (Einzahl: Sakom) und waren zumeist im fortgeschrittenen Alter, sie führten unterstützt durch Berater eine Band, die meist aus einer verwandten Großfamilie bestand oder seltener Lokalgruppen repräsentierte (bestehend aus mehreren Großfamilien). Die Häuptlinge bzw. Sachems hatten vorher wenig Macht und Einfluss und konnten nur durch ihr Prestige im Einvernehmen mit allen Mitgliedern der Gemeinschaft Entscheidungen treffen; erst mit der Errichtung und dem Erstarken der Wabanaki-Konföderation gewannen diese an Bedeutung. Die Organisation der Wabanaki-Konföderation erforderte ein Erstarken des Häuptlingstums (das nun in der männlichen Linie erblich war), um der Führung der verschiedenen verbündeten Stämme eine Stabilität zu verleihen. Wenn der Häuptling keinen Sohn hatte oder der Sohn für das Amt ungeeignet war, wurde gewöhnlich ein Neffe ausgewählt. Im 17. Jahrhundert hatten die Maliseet offenbar einen Oberhäuptling, der im Hauptdorf residierte.
Neben sechs Friedenshäuptlingen (Sakomak) gab es auch Kriegshäuptlinge, die Kinapíyek / Kinapiyik (Einzahl: Kinap) genannt wurden. Der Kínap war jemand, der sein Können und seine Tapferkeit im Krieg bewiesen hatte und eine Truppe von Kriegern (Motapekuwinuwok, Einzahl: Motapekuwin) bei einem Angriff erfolgreich führen konnte. Der Status des Kinap war ausschließlich leistungsorientiert und konnte weder durch Vererbung noch durch Wahl erreicht werden. Es gab auch keine festgelegte Zahl an Kinapíyek, aber gewöhnlich nur einen Häuptling im Stamm. Unter dem Druck des Bureau of Indian Affairs ging man 1896 dazu über, einen Maliseet-Häuptling für eine Drei-Jahres-Periode zu wählen.

#### Wabanaki-Konföderation

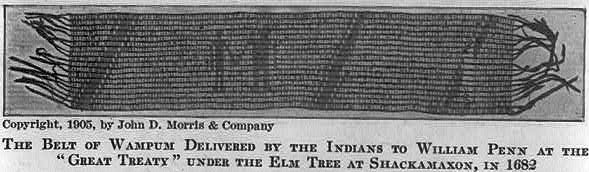
Dieser Wampum-Gürtel wurde William Penn 1682 beim „Great Treaty“ überreicht.

In der Mitte des 18. Jahrhunderts bildeten die Maliseet zusammen mit den Passamaquoddy (in Malecite-Passamaquoddy: Peskotomuhkat, Plural: Peskotomuhkatiyik), den vormals feindlichen Mi’kmaq (Mihkom, Plural: Mihkomak; daher einst auch als Kotunolotuwok – „Feinde“ bekannt), den Penobscot (Panuwapskew, Plural: Panuwapskewiyik, Panuwapskewihik) sowie den zwei großen regionalen Stammesgruppen der Abenaki (Aponahkew, Plural: Aponahkewiyik) – den Östlichen Abenaki und Westlichen Abenaki – eine politisch-militärische Allianz gegen den militärisch starken Irokesenbund, die sog. Wabanaki-Konföderation (oft fälschlich Abenaki-Konföderation), von den Maliseet und Passamaquoddy als Kci-lakutuwakon bezeichnet. Diese Konföderation umfasste Überlebende der einst mächtigen Penacook-Konföderation und der Pocumtuc-Konföderation, die sich den Abenaki angeschlossen hatten, sowie später noch weitere mit den Franzosen verbündete Stämme. Ihr Großes Feuer genannter zentraler Versammlungsplatz lag in Caughnawaga in Québec. Delegationen von jeder beteiligten Gruppe besuchten dreimal im Jahr stattfindende Treffen (Kci-mawe-putuwosuwakon genannt) in Caughnawaga und nahmen an diversen Zeremonien teil. Der Gebrauch des Wampums als Gedächtnisstütze wurde zu dieser Zeit bei den Algonkin eingeführt. Die Wabanaki-Konföderation wurde offiziell 1862 aufgelöst, aber die fünf Stämme blieben enge Verbündete, und die Konföderation lebt in der Form einer politischen Allianz zwischen diesen historisch befreundeten Nationen bis heute weiter.
Ihr Stammesgebiet nannten die verbündeten Stämme sowie viele benachbarte Algonkin-Stämme Wabanaki (Land der Morgenröte/-dämmerung, d. h. Land im Osten); es umfasste Gebiete des historischen Akadien (die heutigen kanadischen Seeprovinzen Nova Scotia, New Brunswick, Prince Edward Island), den Süden der Gaspésie-Halbinsel sowie Québec südlich des Sankt-Lorenz-Stroms in Kanada und Teile Neuenglands (die heutigen US-Bundesstaaten Maine, New Hampshire, Vermont und Massachusetts) im Nordosten der Vereinigten Staaten.
Die Bezeichnung Abenaki (oder Abnaki) wird oft fälschlich synonym für Wabanaki gebraucht – jedoch waren die Abenaki nur ein Mitglied der Wabanaki-Konföderation. Wegen des inkorrekten Gebrauchs des Wortes Abenaki für Wabanaki wurden alle Abenaki zusammen mit den Penobscot oft Westliche Wabanaki genannt, während man die Mi’kmaq, Maliseet und Passamaquoddy als Östliche Wabanaki bezeichnete. Die Maliseet-Bezeichnung für die Wabanaki ist Waponahkiyik oder Waponahkewiyik und für das gemeinsame Territorium Waponahkik.
Die Bezeichnung Wabanaki wird manchmal auch kollektiv für alle Mitglieder der Konföderation gebraucht – so dass eine Identifizierung der einzelnen Stämme meist nur im geographischen sowie historischen Kontext (wenn überhaupt) möglich ist.

### Religion

#### Mythen
Es gibt umfangreiche Sammlungen, in denen die Mythen der Maliseet dokumentiert werden. Die traditionelle Zeit des Geschichtenerzählens begann im Herbst und endete zu Beginn des Frühlings. Die bekanntesten Geschichten waren im Kuloskap-Zyklus zusammengefasst und in Tobique wurde dieser Zyklus bis in die 1940er Jahre erzählt. Noch heute werden in einigen Maliseet-Familien Mythen erzählt, die von Hexen und übernatürliche Wesen handeln. Kuloskap, auch Kelòskap, der Held und Verwandler, war für die Schöpfung der Naturwunder am Saint John River und die Verwandlung der Tiere in ihre jetzige Form verantwortlich.
Die Mythen der Maliseet verdeutlichen die Torheiten der Menschheit und übersinnliche Wesen (Götter, Monster, Riesen, Geister) stellen die verschiedenen Charaktereigenschaften dar:
- Koluskap oder Keluwoskap („Träger der großen Wahrheit“, im Englischen meist: Glooscap; weitere Varianten: Glooskap, Gluskap, Gluskab, Gluskabe, Gluskabi, Kluscap, Kloskomba): war zugleich Trickster und Kulturheros, Meister der Verwandlung/Täuschung, Schöpfer (von Tieren und Landschaften) und Sinnbild des Guten, ein Krieger gegen das Böse in der Welt und im Besitz großer magischer Kräfte.
- Malsum oder Malsom („Wolf“, im Englischen meist: Malsumis, weitere Varianten: Molsem, Molsum, Malsm, Malsumsa, Malsun, Mol-som, Malsumsis): Kuloskaps jüngerer Zwillingsbruder und Repräsentant des Bösen sowie ebenfalls im Besitz großer magischer Kräfte, als Gegenspieler von Koluskap und der Schöpfung (Tiere, Pflanzen und Landschaften) sowie der Götter, spiegelt er die andere Seite der stark ambivalente Figur des Trickster wider und vervollständigt diese.
- Mikcikc („Schildkröte“, im Englischen manchmal auch als Uncle Turtle bezeichnet, weitere Varianten: Mikcheech, Mikchich, Mikjikj, Mikjij, Mikji'j, Mikchikch, Miktcitc oder Glamuksus, Chick-we-notchk, Cihkonaqc, Kcihqnaqc, Kcihknac): war eine weitere Trickster-Figur und ein Gestaltwandler sowie Witzbold und Spötter. Laut einer Legende war er ein unbeholfener Onkel des Kulturheros Koluskap. Nach einer Reihe von Missgeschicken und Versuchen, eine Frau zu gewinnen, verwandelt er sich in die Tiergestalt einer Schildkröte.
- Mahtoqehs („Schneeschuhhase“, im Englischen meist: Great Rabbit, weitere Varianten: Mahtigwess, Mategwes, Máhtekwehs, Chematiquess): war eine weitere Trickster-Figur – jedoch mit weit weniger Macht, er ist zugleich Gauner und Narr, ist listenreich und zugleich ein Tölpel und verursacht somit oftmals Ärgernisse und Probleme für andere. Manchmal stirbt er auf Grund seiner Töricht, um so dann wider aufzuerstehen. Er ist die Hauptfigur in Erzählungen für Kinder, um diesen Gut und Böse zu erklären. Er ist niemals gefährlich oder böswillig und wird manchmal als Freund Koluskap bezeichnet.
- Mihkomuwehsis oder Mikumwesu (weitere Varianten: Megumooweco, Mihkemwehso, Mekmues, Mikmues): In manchen Maliseet- und Passamaquoddy-Traditionen ist er ein monstertötender Zwerg und kann auch als böse angesehen werden. Meist jedoch ist er als dünner Mann und ausgezeichneter Bogenschütze bekannt, der auf Grund seines Kleinwuchs von Göttern, Helden und Menschen leicht übersehen wird, durch die Lüfte reisen und unsichtbar auf der Erde wandeln kann; zudem ist er heldenhaft, gutmütig und loyal und ein steter Freund der Menschen und Tiere. Er ist der ältere Bruder und stete Begleiter von Koluskap, hat wie sein Bruder große magische Kräfte, und ist Stammvater der „Kleinen Leute/Little People“, die als Mihkomuwehsisok oder Mikumwesuck bekannt sind.
- Mihkomuwehsisok oder Mikumwesuck („Kleinen Leute/Little People“, weitere Varianten: Mikumwesuk, Mihkomuwehsok, Mikumwessuk, Mekumwasuck, Mekumwasuk, Mihkomuwehsisok, Meckumasuck, Míkmwesúk, Mekemwasuk, Mikumweswak): Die „Kleinen Leute/Little People“ sind Geister oder Zwerge in Menschengestalt, die etwa so groß wie die Taille eines Mannes sein sollen. Sie sind im Allgemeinen wohlwollende Waldgeister, können aber gefährlich sein, wenn sie nicht respektiert werden.
  - Kiwolatomuhsis (Plural: Kiwolatomuhsisok): Ein Angehöriger der „Kleinen Leute/Little People“, von dem es hieß, dass er den Menschen heimlich mit Arbeit helfe (z. B., über Nacht) und dessen Atem übel nach Schimmel roch.
  - Wonakomehs oder Wonakomehsis (Plural: Wonakomehsuwok oder Wonakomehsisok, im Englischen meist: Manogames, Plural: Manogemasak): Ebenfalls Angehöriger der „Kleinen Leute/Little People“, jedoch da er entlang der felsigen Flussufer oder in den Bergen wohnt, handelt es sich um einen Wassergeist bzw. Berggeist (beide zählt man zu den Naturgeistern). Im Allgemeinen freundlich, manchmal lassen diese Kanus kentern, zerreißen Fischernetze oder richten anderes Unheil an. Die Wonakomehsuwok haben schmale Gesichter und laut manchen Überlieferungen seien diese so dünn, dass man sie nur im Profil sehen kann. Wenn Ton- oder Schlammablagerungen entlang des Flussufers Menschen oder Tieren ähneln, gelten sie als Skulpturen der Wonakomehsuwok und bringen demjenigen, der sie findet, Glück. Felsen am Ufer eines Flusses mit geometrischen Markierungen gelten als die Heimat einer Wonakomehsuwok-Familie und sollten am besten unbehelligt lassen.[3]
- Kiwahqiyik (Singular: Kiwahq oder Kíwahkw, im Englischen meist: Giwakwa, weitere Varianten: Kiwakw, Kewahqu, Kee-wakw, Kewok, Kewoqu, Kewawkqu', Kewawkgu, Kiwakwe, Kiwákwe, Kiwa'kw, Keewaqu', Kee-wowk, Kiawahq', Keewahkwee): Monströse, aus den Wäldern des eisigen Nordens in das Land der Maliseet eindringende menschenfressende Riesen; diese waren auch als „Eisriesen“ bekannt und wurden Cinu oder Chenoo („Felsenriese“, weitere Varianten:, Jenu, Cenu, Chenu, Jinu, Djenu, Chinu, Cheno, Chenu, Tsi-nooPlural: Chenook) genannt. Nach den meisten Legenden war ein „Eisriese“ einst ein Mensch, der entweder von einem bösen Geist besessen war oder ein schreckliches Verbrechen begangen hatte (besonders Kannibalismus oder das Vorenthalten von Essen gegenüber einer hungernden Person), wodurch sein Herz zu Eis wurde. Die Stärke des Kiwahq wird durch die Größe seines Herzens aus Eis bestimmt. Weibliche Kiwahq haben mehr Kraft als ihre männlichen Gegenspieler.
- Kollu (Plural: Kolluwok, im Englischen meist: Culloo, weitere Varianten: Klu, Kulloo, Kaloo, Cullo, Cullona, Kilu, Kulu, Gulu, Gulloua): Ein Monster in Form eines riesigen Raubvogels, das Menschen aß und angeblich groß genug war, um ein Kind mit seinen Krallen fortzutragen.

Andere Geschichten handeln von listenreichen Raubzügen gegen die Mohawk.

#### Schamanismus
Die Heilmethoden der Maliseet sind aus ausgezeichneten frühen französischen Quellen bekannt. Begleitet von Gesang (Motewolonuwintuwakon, Plural: Motewolonuwintuwakonol) blies der Schamane über den betroffenen Körperteil oder auch den gesamten Körper. Brachten seine Bemühungen nicht den gewünschten Erfolg, wurde die kranke Stelle ausgesaugt oder aufgeschnitten.
Der traditionelle Glaube an Geister und übernatürliche Mächte besteht auch heute noch fort und ist weit vom Aussterben entfernt. Eine Person, die übersinnliche Kräfte besitzt, wird Motewolon oder Ptewolon (auch: Metéwelen) genannt, eine Frau wird als Motewolonisq oder Ptewolonisq (auch: Motewolonusq oder Ptewolonusq) bezeichnet. Wie ein Motewolon (Schamane) zu seinen Fähigkeiten kommt, ist unbekannt. Er könnte sie von Geburt an besitzen, wenn er zum Beispiel der jüngere von Zwillingen oder der siebte Sohn ist. Obwohl dieser Glaube vermutlich europäischen Ursprungs ist, hält man den siebten Sohn des siebten Sohnes für besonders mächtig. Der helfende Geist in Tiergestalt heißt 'Puwhikonol oder 'Puhhikonol (auch: Pohíkan) und wird in Form eines Traums vom Schamanen geschickt, um die entsprechende Botschaft zu überbringen. Jede körperliche Verletzung des Puwhikonol wird auf den Motewolon übertragen und nur die Person, die den Puwhikonol verletzt hat, kann den Motewolon heilen.
Der Motewolon kann seinen Puwhikonol weder töten noch ihn zur Verantwortung ziehen. Der von einem Feind getötete Motewolon kann nicht verwesen. Doch es kommt vor, dass er jemanden auffrisst, der zu nahe vorbeikommt. Wenn der Leichnam drei Leute verzehrt hat, wird er zu einem Kiwahq oder Kíwahkw (Plural: Kiwahqiyik), einem menschenfressender Eisriesen.
Die Maliseet glauben, dass manche Dinge übernatürliche Kräfte oder Mana enthalten. Derartige, wegen ihres bizarren Aussehens ausgewählte, Objekte sollen Glück bringen.
Zudem gab es unter den Maliseet auch den Glauben an Wahantoluhket (Plural: Wahantoluhkecik oder Wahantolukhoticik), meist Schamanen, die verdächtigt wurden Schadenszauber zu praktizieren oder denen (nach einem erfolglosen Heilungsversuch) unterstellt wurde, den Kranken in Wahrheit töten zu wollen; diese wurden meist von der Gemeinschaft als Hexer oder Hexen betrachtet.

#### Übernatürliche Wesen
Die Geisterwelt der Maliseet bestand aus übernatürlichen Wesen der verschiedensten Art, die man in drei verschiedene Kategorien einteilen kann:
- Soziale Kontrolleure
- Vorboten von Ereignissen
- Quellen besonderer Fähigkeiten

Die Erzählungen über Aputamkon (Plural: Aputamkonok, im Englischen meist: Apotamkin, weitere Varianten: Aputamkon, Appodumken, Appod'mk'n, Apodumken, Abbodumken, Apotampkin, Apotumk'n, Aboo-dom-k'n, Apotamkon, Apoatamkin, Aboumk'n), einer riesigen Seeschlange mit langen roten Haaren, die unter Wasser wohnt und Menschen, besonders unvorsichtige Kinder, ins Wasser zieht und frisst, ist ein gutes Beispiel für die erste Kategorie. Die Geschichten über dieses Seemonster, dienten Müttern, um Kindern Angst einzujagen, sich vom Wasser fernzuhalten und schützte kleine Kinder im Herbst vor zu dünnem Eis und im Sommer vor dem Ertrinken. Es gibt zahllose Vorboten und sie haben die verschiedensten Namen. Kisekepísit kann als Vorahnung des Todes auftreten. Eine Kreatur mit Kopf und Gliedmaßen ist Cipelahq (Plural: Cipelahqok, auch: Kçipélahkw, assoziiert mit Thunderbird) und warnt vor bevorstehendem Unglück.
Ein Maliseet aus Woodstock wurde zum Kéhtakws, dessen Rufen man immer hören konnte, wenn ein Sturm aufkam. Der Feuerball Eskwetéwit ist ein unsteter Vorbote von baldigem Tod oder Tragödien. Auch Zwerge kommen in der Geisterwelt der Maliseet vor. Die bereits erwähnten Kiwolatomuhsisok (auch: Kiwelatemohsísek) sowie die Wonakomehsuwok (auch: Wonakomehsisok) sind die Schöpfer von Gebilden aus Sand und Lehm auf den Uferbänken der Flüsse, durch die man die Zukunft weissagen kann, zum Beispiel kündigt ein kleines sargförmiges Objekt den Tod an. Die Späne der Hörner von Wiwilomeq (Plural: Wiwilomeqok oder Wiwilomeqiyik, im Englischen meist: Weewillmekq, weitere Varianten: Wiwilmekw, Wiwilmeku, Weewilmekq, Wiwillmekq', Wiwilameq, Wiwilemekw, Wiwila'mecq, Wewillemuck, Wiwiliamecq', Wiwil'mekq, Wiwilmeku, Wee-Will-l'mick, Wee-wil-li-ah-mek, Wee-wil-'l-mekqu'), eines Wassermonsters (entweder als Riesenschnecke oder Riesenwasserschlange) halten die Maliseet für eine Quelle besonderer Macht; eventuell ist speziell hier die Kci-Athussos („Große Schlange“, im Englischen meist: Horned Serpent – „gehörnte Schlange“, weitere Varianten: Kitchi-at'Husis, Kici Atthusus, Kichi-Athusoss, K'cheattosis, Ktchi at'husis, Atosis) gemeint, eine mythologische riesige, schuppige, drachenartige Schlange mit Hörnern und langen Zähnen, meist in Seen und Flüssen zu finden, die über magische Fähigkeiten wie Formveränderung, Unsichtbarkeit oder hypnotische Kräfte verfügt und Macht über Stürme und Wetter ausübt – Menschen, die die „Gehörnte Schlange“ besiegen oder ihr helfen, bekommen von ihr mächtige Medizin.

### Musik und Tanz
Zur Begleitung ritueller Tänze schlugen die Maliseet auf ein Brett oder benutzten eine Trommel und mit Schrotkugeln gefüllte Rasseln aus Hirschhorn forderten zum Beginn des Tanzes auf. Andere Musikinstrumente waren das Flageolett und die Flöte. Bevor man in den Krieg zog, gab es einen Tanz mit präparierten Hundeköpfen. Bis etwa 1920 führten erwachsene Maliseet Schautänze für weiße Besucher auf.

### Spiele
Beim Glücksspiel Altestáken benutzte man runde Knochenscheiben als Würfel und eine hölzerne Schüssel. Es wurde noch in den 1970er Jahren in Kingsclear gespielt. Außer Lacrosse kannte man noch zwei andere Ballspiele, eins ähnelte dem Baseball, das andere dem Fußball. Wenn der Stamm im Frühling nach der Winterjagd wieder zusammenkam, spielte man diese etwas abgewandelte Form des Baseballs. Seit den 1920er Jahren wurde der normale Baseball das beliebteste Spiel der Maliseet. Im Frühling gab es außerdem eine Reihe sportlicher Wettkämpfe, wie Bogenschießen mit Wetten auf das Ergebnis und Wettrennen. Im Winter vergnügte man sich mit dem Handelstanz, bei dem Objekte von Person zu Person weitergereicht wurden.
Ziel des Spiels war es, einen wertlosen Gegenstand zu einer nichtsahnenden Spielerschar zu schaffen. Dazu wurde ein bestimmtes Lied gesungen.

### Volkstümliche Medizin
Heutige Maliseet unterscheiden nicht zwischen einem Metéwelen und einem Homöopathen, sondern meinen, jedermann mit umfassenden Kenntnissen über Krankheiten und Heilpflanzen habe auch übernatürliche Kräfte. Der Pflanzen-Doktor kann ein Mann oder eine Frau sein und drei oder vier Personen in einer Gemeinde hatten früher den Ruf, Kräuterheilkundige zu sein. Das Wissen über Heilpflanzen wurde von Älteren an Jüngere mit entsprechender Befähigung weitergegeben. Kräuterheilkundige sprachen nur sehr ungern über ihre Arzneien, denn sie verloren dann an Wirksamkeit, wenn man mit anderen darüber diskutierte. Es gibt heute umfassende Listen über Kräuterheilmittel der Maliseet.

## Geschichte

### 17. Jahrhundert
Obwohl französische und englische Forscher ihnen wahrscheinlich schon vorher begegneten, stammt die erste Aufzeichnung eines derartigen Kontaktes aus Samuel de Champlains Reise von 1604. Fort La Tour, das im frühen 17. Jahrhundert am Saint John River errichtet wurde, entwickelte sich zum Zentrum des Stammes, in dem sie den Umgang mit Feuerwaffen und anderen europäischen Geräten erlernten. Die frühen französischen Siedler in dieser Gegend vermischten sich mit den Maliseet, festigten das Bündnis mit den Franzosen und ihre Feindschaft zu den Engländern.
Als Folge des zunehmenden Handels mit den Europäern gab es besonders in der Material-Kultur beträchtliche Veränderungen. Typisch für die Maliseet waren große, manchmal von Palisaden umgebene, Sommerdörfer und weit verstreute kleine Wintersiedlungen. Im Jahre 1604 beschrieb Champlain das Dorf Quigoudi an der Mündung des Saint John Rivers. Hier gab es zahllose kleine und große Hütten, die von einzelnen oder mehreren Familien bewohnt wurden. Ein großes Haus, das als Rathaus diente, bot sogar Platz für 80 bis 100 Personen. Der Begriff Hütten könnte sich sowohl auf kegelförmige Wigwams, als auch auf rechteckige Häuser beziehen, die Platz bei Festlichkeiten für mehrere Familien boten. Hierbei wurde wie bei einer Blockhütte eine Wand aus vier oder fünf Lagen Baumstämmen übereinander errichtet und darauf kam ein Dach aus Birkenrinde, das von Pfosten abgestützt wurde. Die Balken und Pfosten verband man mit dünnen Fichtenwurzeln oder Streifen aus Zedernrinde.
Das größte Maliseet-Dorf war Meductic und lag an einem strategisch wichtigen Punkt am Ende der Inlandrouten. Um 1767 gab man Meductic auf und die meisten Einwohner zogen nach Aukpaque, das zuerst 1733 erwähnt wurde und in der Nähe von Fredericton lag. Aukpaque war jetzt die wichtigste Maliseet-Siedlung, bis die Indianer sie im Jahre 1794 an Loyalisten verloren.

### 18. und 19. Jahrhundert
Als die Engländer die Kontrolle über das Land der Maliseet errungen hatten, schritt die englische Besiedlung schnell voran und es kam zu Spannungen mit den Ureinwohnern. Die Briten richteten ab 1776 Reservate ein und wollten die Maliseet zu Farmern umerziehen. Nach dem Verlust von Aukpaque zogen viele Familien in das Kingsclear-Reservat. Mit ursprünglich ca. 65 km² wurde Tobique das größte aller Maliseet-Reservate in Neubraunschweig. Die meisten Maliseet weigerten sich, Farmer zu werden, sondern bevorzugten das Nomadendasein, so lange sie ihren Lebensunterhalt mit Jagen und Fallenstellen bestreiten konnten und lebten an einer Anzahl von Lagerplätzen am oberen Saint John River.
Im Vertrag von 1794 wurde den Maliseet zugesichert, dass sie sich frei über die Grenze zwischen Kanada und den USA bewegen dürfen, da ihr Wohngebiet auf beiden Seiten der Grenze lag. Nach dem Krieg von 1812 und dem Vertrag von Gent wurde ein großes Stück des Maliseet-Wohngebiets von Britisch-Kanada an die Vereinigten Staaten abgetreten.
Das Woodstock-Reservat wurde 1851 durch die Regierung von Neubraunschweig erworben, um das Unrecht auszugleichen, das durch den Verlust von Meductic verursacht worden war. Im Gebiet um Fredericton richtete man in der zweiten Hälfte des 19. Jahrhunderts zwei zusätzliche Reservate ein. Die zunehmende Akkulturation bot den Maliseet bessere Verdienstmöglichkeiten in Gewerbszweigen wie Holzflößen, Bootsverladungen und Handwerksarbeit. Im Jahr 1867 kaufte die Regierung für sie ein Gebiet von 2,25 Acres (9.100 m) Größe in Devon. 1928 erwarb man in der Nähe zusätzliche 328,5 Acres (1,3 km²) in Saint Mary’s, um Platz für die wachsende Bevölkerung zu schaffen. Das Oromocto-Reservat wurde 1895 auf einem Stück Land eingerichtet, auf dem die Maliseet gerade lagerten. 1838 wurde ein Reservat auf den beiden kleinen Inseln The Brothers nahe der Mündung des Saint John Rivers bewilligt.

### 20. Jahrhundert
Zu Beginn des 20. Jahrhunderts bemühte sich die kanadische Regierung, die Maliseet auf wenige zentrale Reservate in wirtschaftlich günstigeren Gebieten zu konzentrieren. Die Maliseet vom Saint Croix River zogen in ein Reservat am Saint John River. Viele Siedlungen, wie Apohaqui, Saint John, The Brothers, Pokiok und Upper Woodstock wurden von indianischen Familien verlassen. Weitere Umzüge gab es bei den Maliseet vom oberen Saint John River in das Aroostook County, Maine, wegen der besseren Verdienstmöglichkeiten in der Kartoffelindustrie. Viele Maliseet und auch Passamaquoddy sind in die Industriegebiete von Connecticut und Massachusetts gezogen, während sich die Maliseet in Québec in franko-kanadische Familien eingeheiratet und weitgehend der franko-kanadischen Gesellschaft angepasst haben. Es gibt heute keine reinblütigen Maliseet mehr, weil seit dem 17. Jahrhundert zunehmend Mischehen mit Europäern geschlossen wurden. Die meisten Maliseet wachsen heute in den Reservaten auf und sprechen ein wenig von ihrer ursprünglichen Sprache, aber nur wenige sind zweisprachig. Einige ältere Stammesangehörige beherrschen zwar noch die Maliseet-Sprache, aber bei jungen Leuten ist das immer weniger der Fall.
Die indianische Identität wurde durch die Gründung der Union of New Brunswick Indians im Jahre 1967 bestärkt. Mit dieser Aktion kam es zum Zusammenschluss der Maliseet mit den Mi’kmaq und die Zusammenarbeit beider Stämme brachte deutliche Fortschritte. Die Kooperation zwischen Maliseet, Mi’kmaq und Passamaquoddy führte 1969 zur gemeinnützigen Vereinigung T.R.I.B.E., Teaching and Research in Bicultural Education (dt. Lehren und Forschen in bikultureller Erziehung). Damit wurden die Bildungschancen der indianischen Jugend im östlichen Kanada und Maine erheblich verbessert.
In Neubraunschweig leben heute (März 2013) ca. 4.650 Maliseet und haben sich in den Madawaska Maliseet, Tobique, Woodstock, Kingsclear, Saint Mary’s und Oromocto First Nations zusammengeschlossen, in Québec zählen zur Wolastoqiyik Wahsipekuk First Nation ca. 1.111 Stammesmitglieder, die einzige Maliseet-Gruppe in den Vereinigten Staaten, die Houlton Band of Maliseet Indians, hat 800 Stammesmitglieder.

## Heutige First Nations und Stämme der Maliseet
Kanada – New Brunswick
Union of New Brunswick Indians (UNBI)
- Kingsclear First Nation[6] (auch: Pilick First Nation, die First Nation befindet sich nahe Fredericton am Saint John River in New Brunswick, Reservate: Kingsclear #6 (14 km westlich von Fredericton), The Brothers #18 (2 kleine Inseln in der Kennebecasis Bay, nördlich von Saint John), Verwaltungssitz: Fredericton, NB, Population: 967)

Union of New Brunswick Indians (UNBI) und St. John River Valley Tribal Council (SJRVTC)
- Madawaska Maliseet First Nation (MMFN)[8] (auch: Matawaskiyak First Nation, manchmal auch Première Nation Malécite du Madawaska (PNMM), die First Nation liegt inmitten der Appalachen, nahe der Stadt Edmundston am Saint John River im Nordwesten von New Brunswick, der zugleich die Grenze zu den USA im Süden bildet, die Kleinstadt Madawaska (matawaskiye - “(water) it flows out over grass or reeds”) liegt direkt gegenüber von Edmundston am Südufer des Saint John River, im Westen grenzt die First Nation an Québec, Reservate: St. Basile (1,6 km östlich von Edmundston), The Brothers #18[9] (2 kleine Inseln in der Kennebecasis Bay, nördlich von Saint John), Population: 330)
- Woodstock First Nation (WFN)[10] (auch: Mehtaqtek First Nation oder Wulustukwiak First Nation, die First Nation liegt am Westufer des Saint John River östlich der Stadt Woodstock, südlich von Hartland und nördlich von Fredericton im Westen von New Brunswick, die heutigen Reservate sind die zweite Ansiedlung dieser Maliseet Band, von 1807 bis 1851 lebten diese flussabwärts nahe der einstigen Hauptsiedlung und zugleich bedeutendsten Handelsposten der Maliseet namens Medoctec (auch Meductic Indian Village/Fort Meductic, Medoktek, Madawamkeetook) am Zusammenfluss des Eel River und Saint John River, Verwaltungssitz: Woodstock, NB, Reservate: The Brothers #18 (2 kleine Inseln in der Kennebecasis Bay, nördlich von Saint John), Woodstock #23 (5 km südlich von Woodstock), Population: 950)
- St. Mary’s First Nation[11] (auch: Sitansisk First Nation, die First Nation grenzt an die Stadt Fredericton am Saint John River in New Brunswick und ist die größte Maliseet First Nation entlang des Flusses, Verwaltungssitz: Fredericton, NB, Reservate: Devon #30 (6 km östlich von Fredericton), St. Mary’s #24 (6 km östlich von Fredericton), Population: 1.756)
- Oromocto First Nation[12] (auch: Welamukotuk First Nation, die First Nation grenzt an die Stadt Oromocto am Westufer des Saint John River an der Mündung des Oromocto River, ca. 20 km südöstlich von Fredericton, New Brunswick, Verwaltungssitz: Oromocto, NB Reservat: Oromocto #26 (nördlich sowie angrenzend zu Gegetown), Population: 647)

Mawiw Council
- Tobique First Nation (CNB) (auch: Negootkook First Nation, Neqotkuk First Nation oder Wolastokiwik Negootkook, manchmal auch: Première Nation de Tobique, die First Nation liegt nördlich des Tobique River zwischen den Dörfern Aroostook und Perth-Andover im Nordwesten von New Brunswick, ihre Hauptsiedlung Tobique, ca. 45 km Grand Falls entfernt, wird von ihnen als Neqotkuk bzw. Negootkook bezeichnet, Verwaltungssitz: Tobique Narrows, NB, Reservate: The Brothers #18 (2 kleine Inseln in der Kennebecasis Bay, nördlich von Saint John), Tobique #20 (27 kom südlich von Grand Falls), Population: 2.185)

Kanada – Québec
- Wolastoqiyik Wahsipekuk FIRST NATION[4] (auch: Première Nation Wolastoqiyik Wahsipekuk, die First Nation (oder Première Nation) befindet sich im Tal des Sankt-Lorenz-Stroms in Québec, 1989 wurden die Maliseet als elfte First Nation von der Provinz Québec anerkannt, Verwaltungssitz: Cacouna #22 (abgel. von Kakonang), 16 km östlich von Rivière-du-Loup, QC, Reservate: Cacouna #22 (liegt im County of Temiscouata, St. George-de-Cacouna, 193 km nordöstlich von Québec), Whitworth #21 (180 km nordöstlich von Québec), Population: 1.111)

Vereinigte Staaten – Maine
- Houlton Band of Maliseet Indians (HBMI)[14] (auch: Metaksonekiyak Band, lebten und jagten entlang des Meduxnekeag River im Nordosten von Maine, an dessen Ufern sie heute kleine Parzellen von Land besitzen, leben heute in der Umgebung von Houlton im Aroostook County, wurden auf Bundesebene von den Vereinigten Staaten offiziell im Oktober 1980 als Stamm anerkannt (sog. federally recognized tribe), Verwaltungssitz: Littleton, Maine, Population: 800)

## Demografie
Im Jahre 1612 schätzte man die Étchimin auf weniger als 1.000 Angehörige. Die Maliseet und Passamaquoddy der Küstenregion erlitten danach hohe Verluste durch verheerende europäische Krankheiten, Kriege und möglicherweise auch durch bewusste Vergiftung. Eine weitere Bevölkerungsabnahme wurde bis in das 18. Jahrhundert registriert, aber um 1820 hatte die Maliseet-Population die Zahl von 1612 wieder erreicht. Eine Volkszählung aus dem Jahr 1910 ergab 848 Maliseet und seitdem wuchs die Bevölkerungszahl beständig an, zumal sich viele Maliseet erst in der zweiten Hälfte des 20. Jhd. als Indianer zu identifizieren trauten und begannen, um Anerkennung als First Nations in Kanada oder als offiziell anerkannten Stamm in den USA zu kämpfen. Stand März 2013 gab nach offizieller Zählung ca. 8.750 Maliseet.

### Maliseet-Bevölkerung um 1970
| Reservat     | Insgesamt | Innerhalb | Außerhalb |
| ------------ | --------- | --------- | --------- |
| Edmundston   | 067       | 047       | 020       |
| Kingsclear   | 274       | 216       | 058       |
| Oromocto     | 117       | 095       | 022       |
| Saint Mary’s | 386       | 312       | 074       |
| Tobique      | 617       | 437       | 180       |
| Woodstock    | 258       | 123       | 135       |